# جکسون‌ها (مجموعه تلویزیونی)
جکسون‌ها (انگلیسی: The Jacksons) یک برنامه رنگارنگ آمریکایی بود که خواهران و برادران جکسون را به نمایش می‌گذاشت (به جز جرمین که با موتاون قرارداد امضا کرد در حالی که گروه جکسون با شرکت ضبط اپیک/سی‌‌بی‌اس قرارداد بسته بود). این اولین برنامه رنگارنگ بود که در آن کل بازیگران خواهر و برادر یا یک خانواده آفریقایی-آمریکایی بودند. نمایش سی دقیقه‌ای عصر چهارشنبه در سی‌بی‌اس به‌عنوان یک برنامه تابستانی در ۱۹۷۶ پخش شد و تا ۱۹۷۶–۱۹۷۷ ادامه یافت و در ۹ مارس ۱۹۷۷ پس از ۱۲ قسمت به پایان رسید.
مانند اجراهای معمولی جکسون فایو، مایکل جکسون مجری اصلی اجراهای موسیقی و رقص بود. با وجود تحسین عمومی پس از قسمت‌های اولیه، او مشتاق پروژه کلی نبود، بعداً آن را «یک حرکت احمقانه» خواند و افزود که «از هر دقیقه آن متنفر بود».

## بازیگران

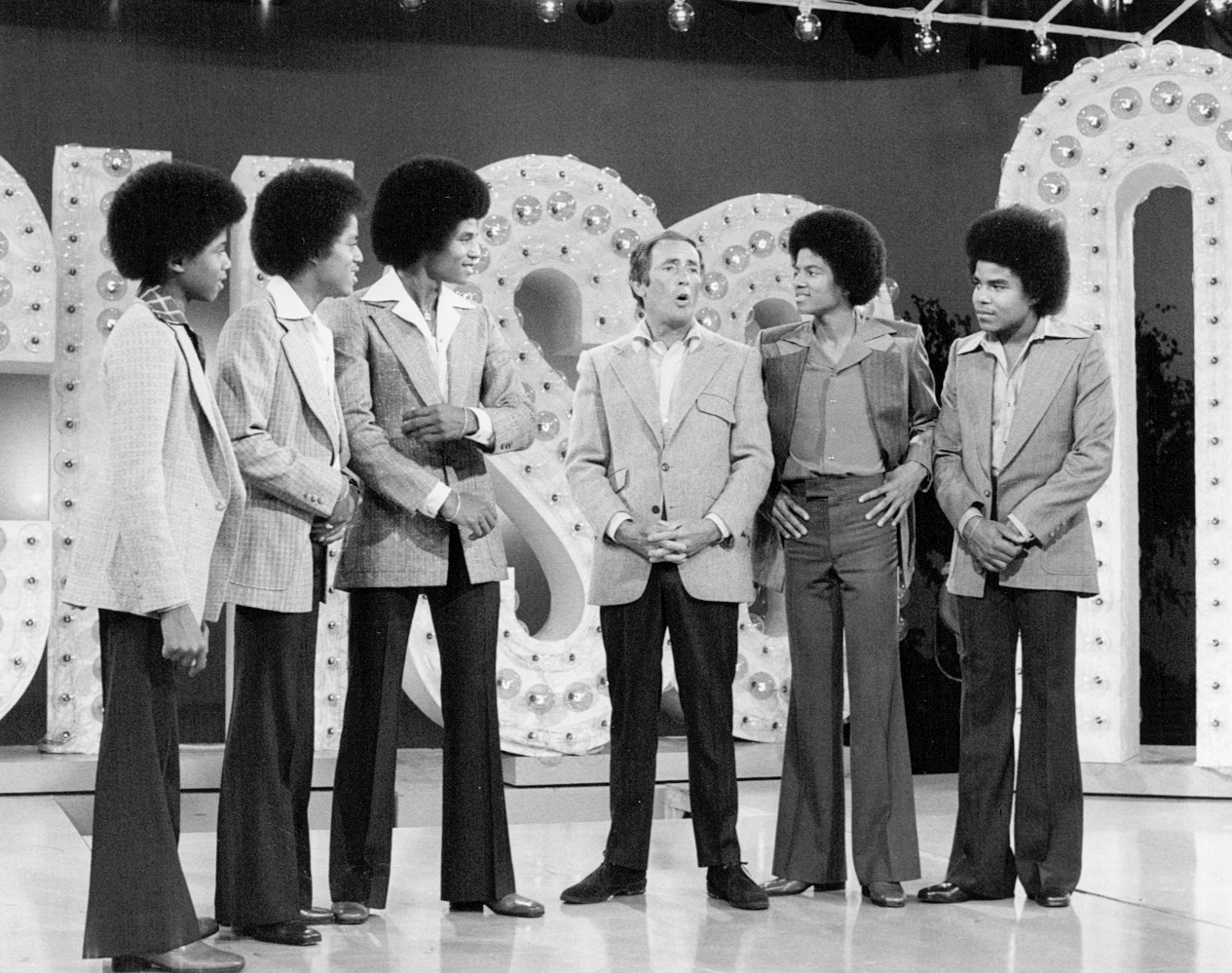
رندی، مارلون، جکی، جوئی بیشاپ، مایکل و تیتو (۱۹۷۶)

- ربی جکسون
- جکی جکسون
- تیتو جکسون
- لاتویا جکسون
- مارلون جکسون
- مایکل جکسون
- رندی جکسون
- جنت جکسون

## قسمت‌ها
| آهنگ‌های اجرا شده | مهمانان                              | تاریخ پخش      |
| --- | ------------------------------------ | -------------- |
| "Forever Came Today" "Love Will Keep Us Together" "More Than You Know"/"Am I Blue?"/"For Once in My Life"/"Try a Little Tenderness" "Steppin' Out with My Baby" "Dancing Machine"                     | سانی بونو                            | ۱۶ ژوئن ۱۹۷۶   |
| "(You Were Made) Especially for Me" "Do the Fonz" "A Little Bit Country, A Little Bit Rock and Roll"/"Deep Purple" "Convoy" "Junk Food Junkie" "Ben" "Goin' Back to Indiana"                          | مکنزی فیلیپس                         | ۲۳ ژوئن ۱۹۷۶   |
| "Rockin' Robin" "Flat Foot Floogie" "World of Sunshine" "Save the Bones for Henry Jones" "The Love You Save"                                                                                          | اِد مک‌ماهون                           | ۳۰ ژوئن ۱۹۷۶   |
| "I Want You Back"/"ABC" "Fever" "I Got You Babe" "Down by the Old Mill Stream" "Never Can Say Goodbye"                                                                                                | جوئی بیشاپ                           | ۷ جولای ۱۹۷۶   |
| "Enjoy Yourself" "They Can't Take That Away from Me"/"Broadway Rhythm"/"Puttin' on the Ritz" "Blues Away" "Bei Mir Bist Du Schön (Means You're Grand)" "Keep on Dancing"                              | رد فاکس                              | ۱۹ ژانویه ۱۹۷۷ |
| "Hum Along and Dance" "Get Happy"/"I Got Rhythm" "I Got You Babe" "Coconut" "I Let a Song Go Out of My Heart"/"Don't Get Around Much Anymore"/"Caravan"/"Take the "A" Train" "Show You the Way to Go" | کرول اوکانر                          | ۲۶ ژانویه ۱۹۷۷ |
| "Moving Violation" "On the Wall" "That's the Way (I Like It)"/"Pick Up the Pieces" "Style of Life" "Steppin' Out with My Baby" "Hello, Dolly!" "Life of the Party"                                    | دام دی‌لوئیس/ جورج میلر/ محمد علی کلی | ۲ فوریه ۱۹۷۷   |
| "Get It Together" "On the Wall" "Chattanooga Shoe Shine Boy" "Tie a Yellow Ribbon Round the Ole Oak Tree" "Dreamer" "Opus No. 1" "Just a Little Bit of You"                                           | بتی وایت                             | ۹ فوریه ۱۹۷۷   |
| "Sugar Daddy" "On the Wall" "Cisco Kid"/"I Shot the Sheriff" "One" "I Am Love" | جورجیا انگل/ دیوید لترمن             | ۱۶ فوریه ۱۹۷۷  |
| "What You Don't Know" "On the Wall" "Midnight at the Oasis" "Get Ready" "Good Times" "I Can't Quit Your Love"                                                                                         | جان باینر/ برادران نیکلاس            | ۲۳ فوریه ۱۹۷۷  |
| "Think Happy" "On the Wall" "On the Good Ship Lollipop" "Papa Was a Rollin' Stone" "Thank God I'm a Country Boy" "Living Together" "I'll Be There"                                                    | لیندا کارتر                          | ۲ مارس ۱۹۷۷    |
| "Dancing Machine" "On the Wall" "Behind Closed Doors" "Yes Sir, That's My Baby" "I'm Going to Jackson" "Flat Foot Floogie" "World of Sunshine" "Body Language"                                        | تیم کانوی/ دیوید لترمن               | ۹ مارس ۱۹۷۷    |